# Samuel Gählman
Samuel Gählman, född omkring 1690, död 15 augusti 1740, var en svensk präst.
Han var son till prästen i Köping Andreas Gjellman (1653–1703) och Maria Hallman (1661–1734) samt dotterson till prosten Samuel Hallman. Han var gift första gången med Kristina Klingius som var kyrkoherdedotter från Kräklinge och andra gången med Kristina Westlinder. I första äktenskapet blev han far till Anna Kristina Gählman, gift med Petrus Malmström.
Han studerade vid Strängnäs gymnasium 1704 och blev student vid Uppsala Akademi 1711. Han prästvigdes i Strängnäs 1716 och blev samma år pastorsadjunkt i Götlunda där hans morbror David Hallman var kyrkoherde. Han kom därefter att tjänstgöra i Axberg, Kumla, Hardemo och Kräklinge. Han utsågs till komminister i Vintrosa och Tysslinge 1740, men avled innan han skulle tillträda tjänsten.